# 三聚丙烯
三聚丙烯（英語：Tripropylene）也称为丙烯三聚体（英語：propylene trimer）是一种支链烯烃，化学式C9H18，是壬烯的同分异构体之一，系统名为“4,6-二甲基-1-庚烯”，由丙烯三聚化生成：
C3H6  →   C9H18
在这一反应在聚磷酸或其它催化剂的催化下进行，其中一个丙烯的双键打开，生成碳正离子((CH3)2CH+)攻击另一个丙烯分子，生成另一个碳正离子，这一反应会生成一系列(C3H6)n的混合物。
和烯烃类似，三聚丙烯也可以作为烷基化试剂，一些表面活性剂和润滑剂是由芳香族底物的烷基化反应产生的。